# Microspio profunda
Microspio profunda är en ringmaskart som beskrevs av Maciolek 1990. Microspio profunda ingår i släktet Microspio och familjen Spionidae. Inga underarter finns listade i Catalogue of Life.